# Одине-Сервиль, Жан Гийом
Жан Гийом Одине-Сервиль (фр. Jean Guillaume Audinet Serville; 11 ноября 1775, Париж — 27 марта 1858, Ла-Ферте-су-Жуарр) — французский энтомолог. Известен своими исследованиями Orthoptera. Один из основателей и президент Энтомологического общества Франции.

## Биография
Жан Гийом Одине-Сервиль родился 11 ноября 1775 года в Париже в семье купца Жан-Кристофа Одине и Кэтрин Бруне. Жан-Кристоф Одине был официальным поставщиком королевского двора и секретарём принца. Он меняет свою фамилию на Одине де Сервиль, чтобы лучше соответствовать своему положению, а после революции ещё раз меняет на Одине-Сервиль. В 1809 году Жан-Гийом женился на Марии Луизе Пьеретт Делавакери. В 1918 году жена умирает, оставив троих детей.

## Названы в честь Сервиля
- Отряд Orthoptera
  - Семейство Tettigoniidae: Eugasteroides servillei (Reiche, L.J. & Fairmaire, 1849), Севчук Сервиля (Onconotus servillei Fischer von Waldheim, 1846)
  - Семейство Chorotypidae: Chorotypus servillei Bolívar, 1930 
  - Семейство Gryllacrididae: Gryllacris servillei Haan, 1843
- Отряд Phasmatodea
  - Семейство Pseudophasmatidae: Cesaphasma servillei (Zompro, 2000), Prexaspes servillei (Gray, 1835)
  - Семейство Phasmatidae: Neopromachus servillei (Montrouzier, 1855)
  - Семейство Liturgusidae: Theopompa servillei de Haan, 1842
- Отряд Hemiptera
  - Семейство Aetalionida: Aetalion servillei (Laporte, 1832)
  - Семейство Cicadellidae: Jakrama servillei (Signoret, 1853)
  - Семейство Cixiidae: Cixius servillei Spinola, 1839
  - Семейство Acanaloniidae: Acanalonia servillei Spinola, 1839
  - Семейство Fulgoridae: Zanna servillei (Spinola, 1839), Belbina servillei (Spinola, 1839)
  - Семейство Hymenopodidae: Oxypilus servillei Roy & Stiewe, 2013
  - Семейство Issidae: Issus servillei Spinola, 1839
  - Семейство Lophopidae: Lophops servillei Spinola, 1839
  - Семейство Ricaniidae: Tarundia servillei (Spinola, 1839)
- Отряд Coleoptera
  - Семейство Carabidae: Bembidion servillei Solier, 1849, Brachinus servillei Marc, 1839
  - Семейство Cerambycidae: Meroscelisus servillei Thomson, 1865, Tomopterus servillei Magno, 1995, Acalodegma servillei (Blanchard, 1851), Meryeurus servillei Martins, 1998
- Отряд Hymenoptera
  - Семейство Braconidae: Archibracon servillei (Brulle, 1846)
  - Семейство Evanidae: Hyptia servillei (Guerin-Meneville, 1843)
  - Семейство Tenebrionidae: Pachychila servillei (Solier, 1835), Erodius servillei Solier, 1834
  - Семейство Sphecidae: Sphex servillei Lepeletier de Saint Fargeau, 1845
- Отряд Diptera
  - Семейство Asilidae: Asilus servillei Macquart, 1834, Neophoneus servillei Macquart, 1838
  - Семейство Diopsidae: Diopsis servillei Macquart, 1843
  - Семейство Tabaniade: Tabanus servillei Macquart, 1838